# Мидзогути-ха Итто-рю
Мидзогути-ха Итто-рю (яп. 溝口派一刀流) — древняя школа кэндзюцу, классическое боевое искусство Японии, основанное приблизительно в XVII веке мастером по имени Мидзогути Сингоэмон Масакацу.

## История
Школа Мидзогути-ха Итто-рю была основана приблизительно в XVII веке мастером по имени Мидзогути Сингоэмон Масакацу. До создания собственного стиля Сингоэмон обучался у Оно Тадацунэ, второго сокэ школы Оно-ха Итто-рю.
В середине периода Эдо (1600—1868), ученик Мидзогути по имени Ито Масамори посетил Айдзу (в современной префектуре Фукусима), где он обучал одного из служителей клана, Эдамацу Кимитада. Масанори передал ему все свои познания в искусстве фехтования.
Эдамацу Кимитада, в свою очередь, обучал Икэгами Дзёдзаэмона Ясумити (яп. 池上安通), который позже отправился в Эдо (современный Токио) по приказу своего даймё с целью продолжить обучение в искусстве фехтования. Икэгами изучал не только Мидзогути-ха Итто-рю, но и другие стили кэндзюцу. Позже, имея большой опыт и серьёзную подготовку, он включил свои идеи и опыт в комбинацию техник Мидзогути-ха Итто-рю и других систем и основал свою собственную вариацию школы — Мидзогути-ха Итто-рю кэндзюцу по линии Айдзу. Именно данная линия школы дошла до XXI века, в то время как оригинальный стиль канул в годах.
По состоянию на 2014 год школа Мидзогути-ха Итто-рю входит в состав организации Нихон Кобудо Кёкай.